# بافل غالوشيف
بافل غالوشيف (بالروسية: Голышев, Павел Сергеевич)‏ (7 يوليو 1987 بموسكو في روسيا - ) هو لاعب كرة قدم روسي في مركز الوسط. شارك مع منتخب روسيا تحت 21 سنة لكرة القدم ومنتخب روسيا الثاني لكرة القدم. أما مع النوادي، فقد لعب مع توم تومسك وسبارتاك فلاديكافكاز وسبارتاك موسكو ونادي كراسنودار ونادي توسنو وأف سي موسكو.

## وصلات خارجية
- بافل غالوشيف على موقع قاعدة بيانات كرة القدم.إي يو (الإنجليزية)
- بافل غالوشيف على موقع Soccerbase.com (لاعب) (الإنجليزية)
- بافل غالوشيف على موقع Soccerway.com (الإنجليزية)
- بافل غالوشيف على موقع عالم كرة القدم.نت (الإنجليزية)